# Ковшов, Алексей Вячеславович
Алексей Вячеславович Ковшов (15 января 1972) — советский и российский футболист, защитник; игрок в мини-футбол.
В 1990 году провёл пять матчей во второй низшей лиге за «Динамо» Ленинград. В 1993 году во второй российской лиге в составе «Прогресса» Черняховск провёл 28 игр, забил один гол.
В сезонах 1993/94 — 1994/95 за петербургский «Галакс» в 37 матчах забил три мяча в чемпионате России по мини-футболу.
В 1996 году был в составе клуба КФК «Сухона» Сокол.